# Hannes Schmalfuß
Johannes „Hannes“ Schmalfuß (auch Kurt Hans Schmalfuß; * 3. Februar 1893 in Freiberg; † 29. November 1966) war ein deutscher Schriftsteller, Offizier und politischer Funktionär.

## Leben
Schmalfuß wurde am 3. Februar 1893 als zweites von drei Kindern in Freiberg geboren. Sein Vater, der in Schwarzenberg geborene Schutzmann und späterer Polizei-Oberkommissar Richard Schmalfuß, war 1891 von Stollberg dorthin versetzt worden. Seine Mutter Marie Schmalfuß, geb. Uhlig, stammte aus Chemnitz. Während seine ältere Schwester Elisabeth Schneiderin wurde, starb der gemeinsame jüngere Bruder Paul Georg im Alter von neun Jahren. Nach seinem Schulabschluss fand Schmalfuß im Alter von 16 Jahren eine erste Anstellung als Schreiber in der Freiberger Lederwarenfabrik Adolph Schlegel und durchlief eine kaufmännische Ausbildung. Nach dem Ausbruch des Ersten Weltkriegs meldete er sich freiwillig zum Kriegsdienst. Er stieg bis zum Leutnant auf und erwarb das Eiserne Kreuz erster und zweiter Klasse. Nach Kriegsende und seiner Verabschiedung aus der Armee setzte Schmalfuß sein Germanistikstudium an der Universität Leipzig fort. Er promovierte 1922 über Carl Weisflog bei Albert Köster und Eduard Sievers. Durch die Vermittlung des mit ihm befreundeten Fabrikanten Friedrich Emil Krauß ließ er sich 1928 mit seiner Familie in Rittersgrün im Erzgebirge, unweit der Heimatstadt seines Vaters nieder. 1930 gründete er eine Buchhandlung in Schwarzenberg. Schmalfuß verfasste Lyrik und Kurzgeschichten, Texte für das Feuilleton und später auch Beiträge für den Völkischen Beobachter und die Zeitschrift „Volk und Rasse“.
Er trat 1933 der NSDAP bei, wurde 1936 zum Reichspropagandawart beim Reichsbund der Kinderreichen, 1937 Mitglied der SS und bis 1941 zum SS-Hauptsturmführer befördert. Ab 1939 diente er in der Wehrmacht und betätigte sich u. a. 1940 als Co-Autor des Bandes „Das bevölkerungspolitische ABC“ weiterhin politisch. Nach Einsätzen in Frankreich und an der Ostfront war er im Gefangenendurchgangslager 124 in Gshatsk 1942 zunächst Adjutant und ab September stellvertretender Ortskommandant. 1943 wurde er als „Chef Kriegsgefangenschaft“ zum Oberkommando der Wehrmacht beordert. Im selben Jahr wurde unter seiner Verantwortung eine „Säuberungsaktion“ im Durchgangslager Pavlograd durchgeführt, bei der 80 Kriegsgefangene erschossen wurden.

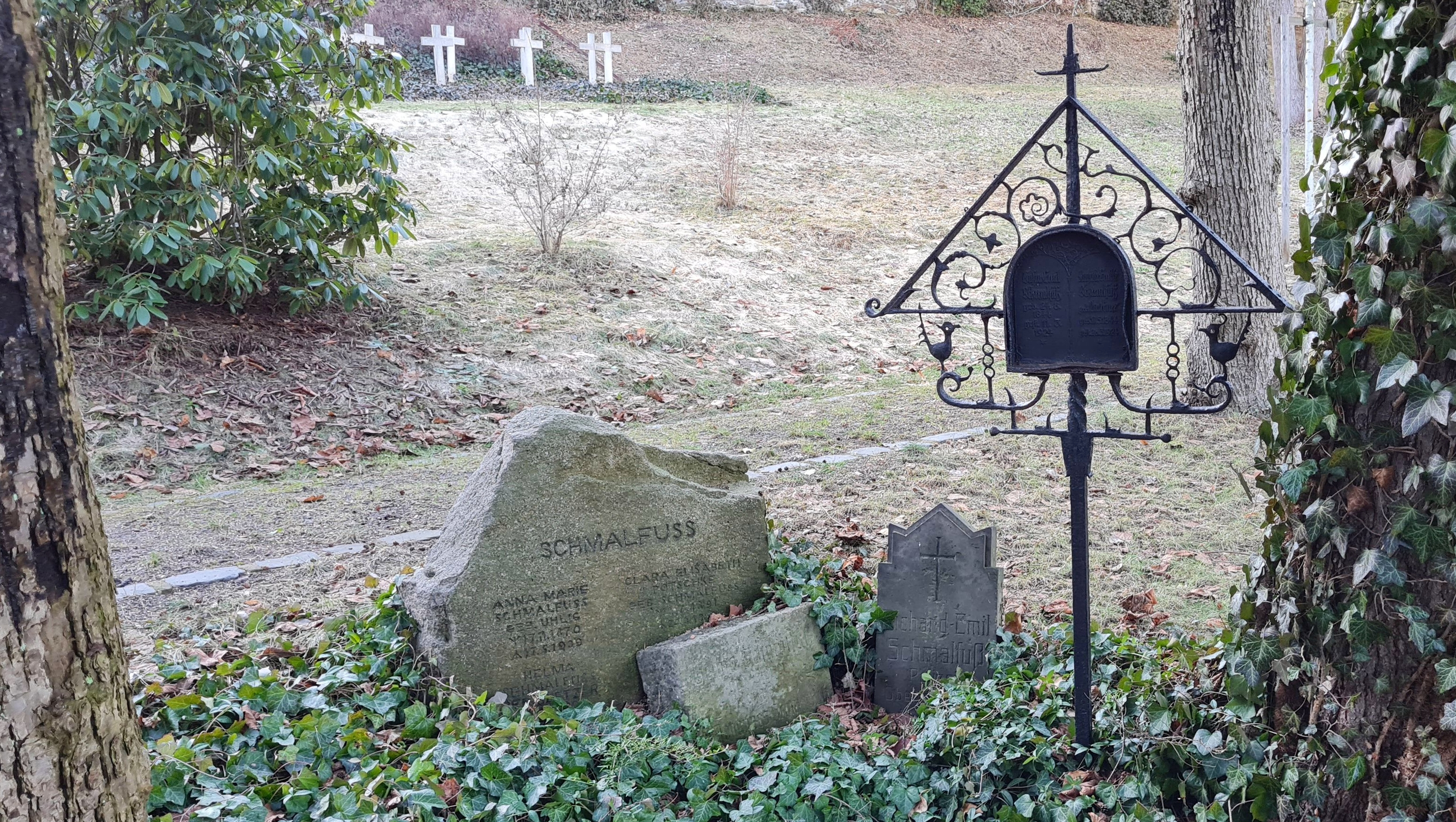
Grabstätte der Familie Schmalfuß auf dem St.-Georgen-Friedhof in Schwarzenberg

Am Ende des Zweiten Weltkrieges geriet Schmalfuß in amerikanische Kriegsgefangenschaft, aus der er bereits im Juni 1945 zu seiner Familie zurückkehrte. Im Juli und August 1945 wurde er ca. vier Wochen lang vom sowjetischen Geheimdienst NKWD in Annaberg-Buchholz inhaftiert. Von den deutschen Behörden der wurde er zuerst von Mai bis Juli 1947 und dann erneut von Februar bis Juni 1948 inhaftiert. Nach einer Verurteilung zu zehn Monaten Freiheitsentzug durch die 12. Große Strafkammer des Landgerichts Zwickau am 1. Juni 1948 wurde er aufgrund einer Amnestie sofort entlassen. Im NS-Archiv des Ministeriums für Staatssicherheit lagert eine Akte zu einem Strafverfahren gegen Schmalfuß wegen betrügerischer Täuschung der Behörden und politischer Tätigkeiten, in der er als „Kaufmann, Buchhändler, ehemaliger NSDAP-Ortsgruppenleiter von Schwarzenberg, SS-Obersturmführer, RDK-Werbeleiter für das gesamte Reichsgebiet, Hauptmann und Kurieroffizier des Oberkommandos der Wehrmacht sowie Angehöriger der Führerreserve“ bezeichnet wird. Die „Säuberungsaktion“ im Durchgangslager Pavlograd war nicht Gegenstand des Verfahrens. Trotz seiner NS-Vergangenheit fasste Schmalfuß im Kulturbetrieb der DDR Fuß. Er war im Kulturbund und im Deutschen Friedensrat aktiv. Außerdem war er Mitglied im Bezirksausschuss der Nationalen Front und wissenschaftlicher Mitarbeiter von Rundfunk und Fernsehen.

## Werke
Als Autor
- Feldblumen, 1918
- Der bunte Strauß, 1921
- Carl Weisflog. Ein biographischer Versuch, Dissertation, 1922 (DNB 365072281)
- Klänge vom Sein in Dur und Moll, 1922
- Mensch sein ..., 1929
- Ernte, Anthologie, 1933
- Aus Seitengassen des Lebens, gesammelte Prosa, 1933
- Der Deutsche, Weihespiel, 1934
- Schwarzenberg im Erzgebirge 1924-1934. Zehn Jahre N.S.D.A.P., 1934.

Als Herausgeber oder Mitherausgeber
- Karl Simrock: Nibelungenlied, 1926
- Glück der Wiegen, 1941
- Deutschland muß leben! Das bevölkerungspolitische ABC. Neubearbeitung zusammen mit P. Danzer. NS-Führgsstab der Wehrmacht, 1944. (Tornisterschrift, Heft 109); (DNB 363916067)